# Краєзнавчий музей смт Слобожанське
Краєзнавчий музей смт Слобожанське — краєзнавчий музей селища міського типу Слобожанське Кегичівського району Харківської області, заснований 9 травня 1989 року.

## Історія
Будинок, в якому розташувався краєзнавчий музей, — це дореволюційна споруда, збудована у 1906—1907 роках ХХ століття як житло для керівників та власників Акціонерного товариства Циглерівських бурякоцукрового і механічного заводів. Довгий час там проживав Ф. І. Фрейгофер — керуючий підприємства.

У первинному вигляді до нашого часу будівля не збереглася. Залишилася частина, де були спальні, їдальня та кімната з каміном, де раніше проживали лише власники цукрового заводу, зокрема відомий цукрозаводчик П. І. Харитоненко.
Після Жовтневого перевороту в нинішньому будинку музею розмістився клуб «Трудового полку», так назвали солдатів Радянсько-української війни, які брали активну участь у розвитку сільського господарства місцевості. Потім в приміщенні функціонувала головна контора Циглерівського цукрозаводу, яку у 1925 році перенесли з села Циглерівка. Після Другої світової війни до 1984 року в будинку працювала лікарня.

9 травня 1989 року з метою відродження культурної та духовної спадщини Слобожанського краю та збереження важливих історичних пам'яток району, за підтримки місцевих меценатів було відкрито Краєзнавчий музей смт Слобожанське. Згодом музей отримав звання народного, працює до сьогодні. Зараз загальна площа музею складає 217 квадратних метрів.

## Фонд та експозиції
Фонд музею налічує 3136 експонатів. Окрім цього систематично організовуються тематичні виставки до державних і пам'ятних дат та виставки робіт місцевих майстрів, наприклад таких, як постійно діюча виставка картин місцевого художника О. Г. Тикви.
Основні експозиції музею:
- «Історичне минуле селища та району»;
- «Друга світова війна»;
- «Зала етнографії»;
- «Зала природи».[4]

## Галерея

Фасад Краєзнавчого музею смт Слобожанське
Старовинний камін, збережений у первинному вигляді
Одна з картин у залі природи музею